# Pseudomethia arida
Pseudomethia arida là một loài bọ cánh cứng trong họ Cerambycidae.